# Гейнс (боро)
Шаблон:StateAbbr_ 59°10′ пн. ш. 135°26′ зх. д. / 59.16° пн. ш. 135.44° зх. д.
Боро Гейнс (англ. Haines Borough) — боро у штаті  Аляска, США.

## Розташування
Боро Гейнс лежить в північній частині Південно-Східної Аляски. На його території розташована частина Тонгасського лісу, що перебуває під охороною. На захід розташований національний парк Глейшер-Бей.

## Демографія
За даними перепису 2000 року загальне населення боро становило 2392 осіб, усе сільське. Серед мешканців боро чоловіків було 1211, а жінок — 1181. У боро було 991 домогосподарство, 654 родини, які мешкали в 1419 будинках. Середній розмір родини становив 2,94 особи.
Віковий розподіл населення поданий у таблиці:
| Стать    | До 15 років | 15-21 | 22-29 | 30-39 | 40-49 | 50-65 | 65-85 | Понад 85 |
| -------- | ----------- | ----- | ----- | ----- | ----- | ----- | ----- | -------- |
| Чоловіки | 242         | 105   | 70    | 160   | 266   | 237   | 121   | 10       |
| Жінки    | 244         | 101   | 74    | 170   | 235   | 238   | 105   | 14       |

## Оточення
- Скагуей – північний схід
- Джуно – південний схід
- Гуна-Ангун[en] – південь, захід
- Стекін (Канада, Британська Колумбія) – північний захід, схід